# سقوط آزاد (فیلم ۲۰۱۳)
«سقوط آزاد» (آلمانی: Freier Fall) فیلمی در ژانر درام است که در سال ۲۰۱۳ منتشر شد. از بازیگران آن می‌توان به مکس ریملت اشاره کرد. داستان این فیلم درباره یک افسر پلیس در حال آموزش است که هم اتاقی همجنس‌گرایش به او علاقه‌مند می‌شود. این فیلم زندگی واقعی را ب نمایش می‌کشد. این فیلم با پایان خود قلب شمارا شکسته و با احساسات مختلف شما را تنها می‌گذارد.